# Точка Тарри
Точка Тарри {\displaystyle T} треугольника {\displaystyle ABC} является точкой из пересечения прямых, проходящих через вершины треугольника перпендикулярно соответствующим сторонам первого треугольника Брокара {\displaystyle DEF}. Точка Тарри лежит на противоположном конце диаметра описанной окружности, проходящего через точку Штейнера.
В энциклопедии центров треугольника Кларка Кимберлинга точка Тарри обозначается как X(98).

## История
Точка так названа в честь Гастона Тарри.